# 陈仓镇
陈仓镇，是中华人民共和国陕西省宝鸡市金台区下辖的一个乡镇级行政单位。

## 行政区划
陈仓镇下辖以下地区：
金陵东路社区、宝十路社区、宝铁西区社区、宝铁机务段社区、石油厂北社区、联盟社区、东岭社区、工农村、金星村、东岭村、李家崖村、进新村和团结村。
截止2020年陈仓镇下辖:
金陵东路社区、宝十路社区、宝铁西社区、机务段社区、石油东山社区、联盟社区、工农社区、团结社区、金星村、东岭村、李家崖村、进新村。